# 锡涅维尔
锡涅维尔（法語：Signéville，法語發音：[siɲevil]）是法国上马恩省的一个市镇，位于该省中部，属于肖蒙区。

## 地理
锡涅维尔（48°15'58"N, 5°16'24"E）面积8.08 平方千米，位于法国大東部大區上马恩省，该省份为法国东北部内陆省份，北起马恩省和默兹省，西接奥布省，西南接科多尔省，东南接上索恩省，东临孚日省。
与锡涅维尔接壤的市镇（或旧市镇、城区）包括：昂德洛-布朗什维尔、罗什-贝坦库尔、罗尼翁河畔蒙托、维涅拉科特。

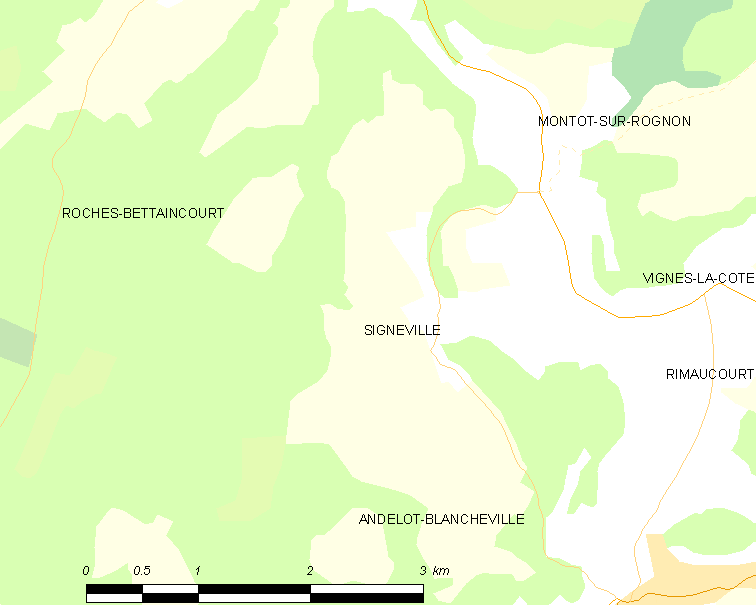
锡涅维尔的OSM定位图

锡涅维尔的时区为UTC+01:00、UTC+02:00（夏令时）。

## 行政
锡涅维尔的邮政编码为52700，INSEE市镇编码为52473。

## 政治
锡涅维尔所属的省级选区为博洛涅县。

## 人口

1962-2008年间锡涅维尔人口变化图示

锡涅维尔于2022年1月1日时的人口数量为88人。